# كريستوفر تاتسوكي كينجو
كريستوفر تاتسوكي كينجو (باليابانية: 金城 クリストファー 達樹) (17 نوفمبر 1993 في أوكيناوا في اليابان – )؛ هو لاعب كرة قدم ياباني سابق كان يلعب كلاعب وسط.

## وصلات خارجية
- كريستوفر تاتسوكي كينجو على موقع رابطة كرة القدم اليابانية للمحترفين (اليابانية)
- كريستوفر تاتسوكي كينجو على موقع قاعدة بيانات كرة القدم.إي يو (الإنجليزية)
- كريستوفر تاتسوكي كينجو على موقع Soccerway.com (الإنجليزية)
- كريستوفر تاتسوكي كينجو على موقع عالم كرة القدم.نت (الإنجليزية)